# دب بني سوري
الدب البني السوري أو الدب الأسمر السوري أو الدب السوري (الاسم العلمي: Ursus arctos syriacus) إحدى سلالات الدب البني وأصغرها جميعا، وهو حيوان قارت (آكل لكل شيء)، فهو يقتات على اللحوم والأعشاب والفاكهة والحشرات وغيرها. يبلغ ارتفاع الدب البني السوري 140 سنتيمترا عند الكتفين، ويتراوح لونه من المصفر إلى البني القاتم.

## انتشار السلالة وتاريخها
تنتشر هذه السلالة عبر منطقة كبيرة في آسيا الغربية، إلا أن جمهرتها تتقلص حاليّا شيئا فشيئا بسبب تدمير مسكنها والقنص الغير شرعي، بالإضافة لعزل بعض الجمهرات منها عن بعضها البعض بسبب التمدن.
كان الموطن الأصلي للدببة البنية السورية يشمل شمال الهلال الخصيب، الأناضول، إيران، وبعض أجزاء أفغانستان والقوقاز. وفي شمالي المنطقة الأخيرة تستبدل السلالة السورية بالسلالة الأوروبية (الدب البني الأوروبي) أما في باكستان وجنوبي أفغانستان فإنها تستبدل بسلالة الهيمالايا (دب الهيمالايا البني) بينما يستبدلها الدب الأسود الآسيوي في جنوب وجنوبي شرق إيران.
كانت الدببة البنية السورية وافرة العدد قديماً في أوائل فترة انتشار المسيحية وما قبلها في بلاد الشام، وفي القرن التاسع عشر كان هذا الدب مألوفا في سوريا وشمال فلسطين والجولان بشكل خاص حيث كان يشكل خطرا مستمرا على قطعان الماعز والخرفان المستأنسة التي يرعاها أصحابها في الخلاء. وتمت رؤية أخر دب بني سوري عام 1917 جنوبي جبل الشيخ أو جبل حرمون في جنوب سوريا لكنه بقى موجودا في الغابات السورية الشمالية والغربية. وعلى الرغم من ذلك، إلا أنه قد شوهد دبٌ سوري برفقة أحد جراءه، ويعتقد بأنها أم أنثى وصغيرها، في منطقة  السلسلة الشرقية لجبال لبنان، وتحديداً في جرود بلدة نحلة – قضاء بعلبك، في شرق لبنان بأواخر شهر ديسمبر\كانون ثاني 2016 بعد ستين عاماً من الاختفاء.
استمر الدب السوري بالتواجد في سوريا حتى نهاية الخمسينات أو الستينات حيث بقيت التقارير تفيد بأنها تقدم على دخول الأراضي الزراعية المخصصة لغرس أشجار الفاكهة وزراعة الكروم لتقتات عليها حتى الخمسينات من القرن العشرين، وقد انتشرت الدببة البنية السورية في جميع أنحاء سوريا ولبنان (الجبال الساحلية السورية بشكل خاص) عدا المنطقة الشرقية الصحراوية.
انقرض الدب البني السوري في سوريا ولبنان بالخمسينات أو بداية الستينات من القرن العشرين بسبب تدمير المسكن والتمدن في المناطق الريفية، وكان قد انقرض قبل ذلك في جبل الشيخ وسلسلة جبال لبنان الشرقية بسبب صيده المكثف من قبل الضباط الألمان خلال الحرب العالمية الثانية.

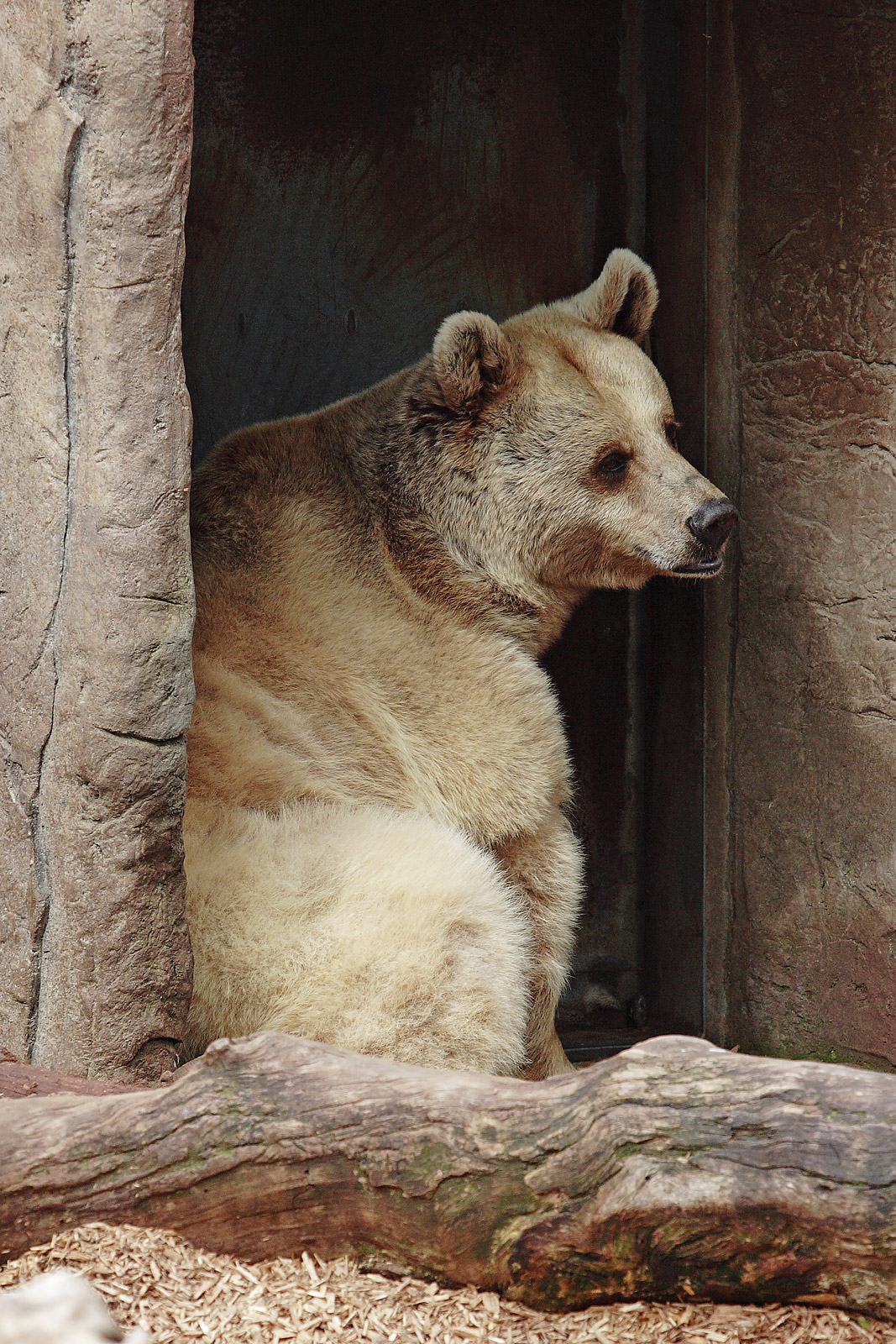
دب بني سوري في حديقة حيوانات ملبورن الملكية، إستراليا

يُحافظ اليوم على الدببة البنية السورية في تركيا عن طريق بعض الجمعيّات العالميّة التي تحاول أن تنشر الوعي البيئي بين جماعات الغجر التي تربي الدياسم وتدربها على الرقص لتعرضها في شوراع المدن والقرى كإحدى وسائل الحصول على عائد مالي. كذلك يمكن إيجاد الدب السوري في حديقة الحيوان الكتابية في أورشليم القدس، وفي بعض حدائق الحيوانات الأخرى كحديقة حيوانات ملبورن الملكية، ومنتزه ماريبا للحياة البرية في أستراليا.

## السلوك
الدببة السورية حيوانات ليليّة النشاط إجمالا، وهي تقدم خلال الصيف على الاقتيات بشراهة حتى تكسب ما يقارب 180 كيلوغراما (400 رطل) من الدهون التي تعتمد عليها للبقاء طيلة فصل الشتاء الذي تكون خلاله خاملة جدا كباقي سلالات الدب البني. وعلى الرغم من أن هذه الحيوانات لا تسبت بشكل حقيقي، إذ يمكن إيقاظها بسهولة، فإن كلا الجنسين يُفضل أن يحفر جحرا في منطقة أمنة من شاكلة الكهوف، الشقوق الصخريّة، أو جذوع الأشجار المجوّفة، كي يمضي فيه الشتاء. يُعد الدب البني السوري حيوانا انفراديا في العادة، لا يختلط مع غيره من الدببة إلا للتزاوج أو بحال كان هناك مصدر كبير للطعام يجتذب العديد منها.
يمتد موسم التزاوج من أواخر أيار حتى أوائل تموز، وكون جميع الدببة البنية أحادية التزاوج بالتسلسل، فإنها تبقى مع شريكها ذاته لفترة تتراوح بين بضعة أيام وأسابيع قبل أن تنتقل لشريك أخر. تصل الإناث لمرحلة النضج الجنسي ما بين عاميها الخامس والسابع، أما الذكور فإنها لا تتزاوج إلا بعد بضعة سنين أخرى عندما تصبح أضخم حجما وأكثر قوّة مما يسمح لها بالتنافس مع الذكور البالغة على حقوق التناسل. تُزرع البويضة المخصبة على جدار رحم الأنثى بعد حوالي 5 أشهر تقريبا من التزاوج، خلال شهر نوفمبر في العادة عندما تسبت الدبة، ويلي ذلك فترة الحمل التي تمتد من 6 إلى 8 أسابيع. تلد الأنثى دياسمها وهي لا تزال في مرحلة السبات خلال فترة تمتد من كانون الأول/يناير إلى آذار/مارس، وتبقى الصغار مع والدتها حتى ربيعها الثاني على الأقل (وفي العادة حتى سنتها الثالثة أو الرابعة).

## تمثيل السلالة في الحضارة البشرية
يفترض البعض بأن هذه السلالة هي الدب الذي ذكر في سفر الملوك الثاني في العهد القديم والذي قيل بأن الله أرسله لقتل 42 شاباً سخروا من النبي اليسع، كما ذُكر بأن النبي داوود تفاخر بقتله خنقا لدب هاجم قطيعيه.
ومن الأدباء الذين ذكروا تلك الحيوانات ميخائيل نعيمة الذي قال في كتابه «سبعون» أن دباً جاء إلى أرض جده في جبل صنين ليأكل من حبوب الحمص المزروعة، كما ذكر الكاتب أنيس فريحة في كتابه «إسمع يا رضا» أن شتاءً في عام 1906 أو ما يقارب ذلك كان قاسياً جداً على القرى الجبلية مما دفع بالذئاب والدببة أن تهاجم القرى.